# Rafael Biernaski
Rafael Biernaski (ur. 1 listopada 1955 w Kurytybie) – biskup brazylijski polskiego pochodzenia, biskup Blumenau od 2015.

## Życiorys
Święcenia prezbiteratu przyjął 13 grudnia 1981 i został inkardynowany do archidiecezji Kurytyba. Był m.in. wicekoordynatorem wydziału liturgii i ojcem duchownym seminarium w Kurytybie. W latach 1995–2010 pracował w Kurii Rzymskiej.
10 lutego 2010 mianowany tytularnym biskupem Ruspae i biskupem pomocniczym archidiecezji Kurytyba. Konsekrowany 15 kwietnia 2010.
24 czerwca 2015 papież Franciszek mianował go biskupem ordynariuszem Blumenau.